# 파일 호스팅 서비스
파일 호스팅 서비스(File hosting service)는 일정 용량의 저장 공간을 확보해 파일을 관리하고 불특정 다수의 사람들과 파일을 공유하는 파일 관리 서비스를 말한다. 대한민국에서는 LG유플러스가 웹하드(Webhard)라는 이름으로 파일 호스팅 서비스를 대한민국에서 최초로 제공하여 웹하드라고 부른다. 네이버 클라우드, KT Mstorage 등이 있다.

## 원클릭 호스팅
원클릭 호스팅(One-click hosting)은 사이버로커(cyberlocker)라고도 하며 일반적으로 사용자 자신의 컴퓨터 파일을 쉽게 업로드하고, 해당 파일을 추후에 다운로드 받을 수 있는 URL을 얻을 수 있는 웹 서비스다.
주요 국제적(Global) 업체
| 소재지국 | 상호               | 사이트명   | URL                        |
| -------- | ------------------ | ---------- | -------------------------- |
| 키프로스 | Y-Flex LLC         | Rapidgator | https://rapidgator.net/    |
| 뉴질랜드 | Mega Limited       | MEGA       | https://mega.io/           |
| 영국     | Premiumkey Limited | Filejoker  | https://filejoker.net/     |
| 영국     | VITADIGITAL LTD.   | Keep2Share | https://keep2share.com.tr/ |

## 같이 보기
- 클라우드 스토리지